# Aucoumea
Aucoumea é um género botânico pertencente à família Burseraceae.